# Johan Grøttumsbråten
Johan Hagbart Pedersen Grøttumsbråten (ur. 24 lutego 1899 w Sørkedalen, zm. 21 stycznia 1983 w Vestre Aker) – norweski narciarz klasyczny, specjalista kombinacji norweskiej i biegacz narciarski, sześciokrotny medalista olimpijski oraz trzykrotny medalista mistrzostw świata.

## Kariera
Obok Thorleifa Hauga Grøttumsbråten był najlepszym narciarzem lat 20, sukcesy osiągał zarówno w biegach jak i w kombinacji norweskiej. Zdobył w sumie sześć medali olimpijskich, po trzy w każdej z uprawianych przez siebie dyscyplin. Jego olimpijskim debiutem były igrzyska w Chamonix w 1924 roku. W kombinacji zdobył brązowy medal plasując się na trzecim miejscu za dwoma swoimi rodakami: zwycięzcą Thorleifem Haugiem oraz drugim w zawodach Thoralfem Strømstadem. W biegach wywalczył pierwsze brązowy medal na dystansie 50 km, w którym na podium stanęli ci sami zawodnicy i w tej samej kolejności co w kombinacji, a następnie zajął drugie miejsce w biegu na 18 km, ponownie przegrywając z Haugiem. Cztery lata później, podczas igrzysk olimpijskich w Sankt Moritz został mistrzem olimpijskim w kombinacji oraz w biegu na 18 km stylem klasycznym. Startował także na igrzyskach w Lake Placid w 1932 roku. Obronił tam tytuł zdobyty w kombinacji cztery lata wcześniej, natomiast w biegu na 18 km zajął tym razem szóste miejsce.
W 1926 roku wystartował na mistrzostwach świata w Lahti zdobywając złoty medal w kombinacji norweskiej. Pięć lat później, na mistrzostwach świata w Oberhofie zdobył złote medale w biegu na 18 km oraz w kombinacji.
W latach 1923, 1926, 1928, 1929 i 1931 Grøttumsbråten wygrywał zawody w kombinacji podczas Holmenkollen Ski Festival. Jest jednym z czterech narciarzy, którym udało się tego dokonać. W 1924 r. został nagrodzony medalem Holmenkollen wraz z innym norweskim specjalistą kombinacji Haraldem Økernem.

## Osiągnięcia w kombinacji norweskiej

### Igrzyska olimpijskie
| Miejsce | Dzień     | Rok  | Miejscowość  | Konkurencja   | Wynik zwycięzcy | Strata     | Zwycięzca     |
| ------- | --------- | ---- | ------------ | ------------- | --------------- | ---------- | ------------- |
| 3.      | 4 lutego  | 1924 | Chamonix     | Indywidualnie | 18.960 pkt      | -1.052 pkt | Thorleif Haug |
| 1.      | 18 lutego | 1928 | Sankt Moritz | Indywidualnie | 17.833 pkt      | -          | -             |
| 1.      | 11 lutego | 1932 | Lake Placid  | Indywidualnie | 446.00 pkt      | -          | -             |

### Mistrzostwa świata
| Miejsce | Dzień     | Rok  | Miejscowość | Konkurencja   | Wynik zwycięzcy | Strata | Zwycięzca |
| ------- | --------- | ---- | ----------- | ------------- | --------------- | ------ | --------- |
| 1.      | 4 lutego  | 1926 | Lahti       | Indywidualnie | 37.125 pkt      | -      | -         |
| 1.      | 13 lutego | 1931 | Oberhof     | Indywidualnie | 439.00 pkt      | -      | -         |

## Osiągnięcia w biegach narciarskich

### Igrzyska olimpijskie
| Miejsce | Dzień       | Rok  | Miejscowość  | Konkurencja             | Wynik zwycięzcy | Strata      | Zwycięzca       |
| ------- | ----------- | ---- | ------------ | ----------------------- | --------------- | ----------- | --------------- |
| 3.      | 30 stycznia | 1924 | Chamonix     | 50 km stylem klasycznym | 3:44:32 h       | +3:14 min   | Thorleif Haug   |
| 2.      | 2 lutego    | 1924 | Chamonix     | 18 km stylem klasycznym | 1:14:31.4 h     | +1:19.6 min | Thorleif Haug   |
| 1.      | 17 lutego   | 1928 | Sankt Moritz | 18 km stylem klasycznym | 1:37:01 h       | -           | -               |
| 6.      | 10 lutego   | 1932 | Lake Placid  | 18 km stylem klasycznym | 1:23:07 h       | +4:08 min   | Sven Utterström |

### Mistrzostwa świata
| Miejsce | Dzień     | Rok  | Miejscowość | Konkurencja             | Wynik zwycięzcy | Strata | Zwycięzca |
| ------- | --------- | ---- | ----------- | ----------------------- | --------------- | ------ | --------- |
| 1.      | 13 lutego | 1931 | Oberhof     | 18 km stylem klasycznym | 1:23.43 h       | -      | -         |